# Une femme coupée en morceaux
Pour plus de détails, voir Fiche technique et Distribution.
Une femme coupée en morceaux est un film français réalisé par Yvan Noé, sorti en 1946.

## Fiche technique
- Titre : Une femme coupée en morceaux
- Réalisation : Yvan Noé
- Scénario et dialogues : Yvan Noé
- Photographie : Fred Langenfeld
- Décors : Bertrand Piérac
- Son : Louis Giaume
- Musique : Wal Berg
- Montage : Robert Isnardon
- Société de production : France Productions
- Pays de production :  France
- Format :  Noir et blanc - 35 mm - Son mono
- Durée : 85 minutes
- Date de sortie : France - 29 mai 1946

## Distribution
- Gaby Andreu
- Lily Baron
- Noëlle Norman
- Claude Dauphin
- Henri Guisol
- Pierre-Louis
- Jean-Jacques Delbo
- Marcel Maupi
- Noël Darzal
- Jean Temerson
- Anne Caprile